# Jude Deveraux
Jude Deveraux född 20 september 1947 i Fairdale, Kentucky, USA, är en amerikansk romantikförfattare som är känd för sina böcker inom historisk romantik.